# 斯托沃爾 (密西西比州)
斯托沃爾（英語：Stovall），又名普雷里維爾（Prarieville）是位於美國密西西比州科荷馬縣的非建制地區。

## 歷史
斯托沃爾的郵局自1878年營運至今。

## 地理
斯托沃爾所處的海拔為高於海平面53米（即174英呎），而該地所採用的時區為UTC-6，即北美中部時區（CST）。同時該地設有夏令時間，為UTC-6調快一小時，即UTC-5（CDT）。